# Подстробув
Подстробув (пол. Podstrobów) — село в Польщі, у гміні Новий Кавенчин Скерневицького повіту Лодзинського воєводства.
У 1975-1998 роках село належало до Скерневицького воєводства.